# بنت شميت-هانسن
بنت شميت-هانسن (بالدنماركية: Bent Schmidt Hansen)‏ هو لاعب كرة قدم دنماركي في مركز نصف الجناح، ولد في 27 نوفمبر 1946 في هورسينس في الدنمارك، وتوفي في 1 يوليو 2013. شارك مع منتخب الدنمارك تحت 21 سنة لكرة القدم ومنتخب الدنمارك لكرة القدم. أما مع النوادي، فقد لعب مع نادي آيندهوفن ونادي هورسينس.

## وصلات خارجية
- بنت شميت-هانسن على موقع قاعدة بيانات كرة القدم.إي يو (الإنجليزية)
- بنت شميت-هانسن على موقع ناشيونال فوتبول تيمز (الإنجليزية)